# Mateusz Kowalczyk
Mateusz Kowalczyk (3 de Maio de 1987) é um tenista profissional polônes, ja chegou ao posto 102 em duplas pela ATP, parceiro de duplas de Tomasz Bednarek.

## Duplas (12)
| Legenda         |
| Challengers (5) |
| Futures (7)     |

| N.  | Data             | Torneio        | Piso   | Parceiro         | Oponentes na final                        | Placar              |
| 1.  | 6 Agosto 2007    | Polonia F5     | Saibro | Błażej Koniusz   | Dawid Celt Marcin Gawron                  | 6–4, 6–2            |
| 2.  | 27 Agosto 2007   | Polonia F8     | Saibro | Błażej Koniusz   | Benjamin Balleret Clément Morel           | 6–1, 6–1            |
| 3.  | 16 Junho 2008    | Bytom          | Saibro | Marcin Gawron    | Raphael Durek Błażej Koniusz              | 6–4, 3–6, [10–7]    |
| 4.  | 18 Agosto 2008   | Polonia F5     | Saibro | Jerzy Janowicz   | Andrzej Grusiecki Andriej Kapas           | 6–1, 6–4            |
| 5.  | 4 Maio 2009      | Rep. Tcheca F1 | Saibro | Andrey Kuznetsov | Michal Tabara Roman Vogeli                | 4–6, 7–6(5), [10–8] |
| 6.  | 18 Maio 2009     | Polonia F1     | Saibro | Jerzy Janowicz   | Denis Matsukevich Valery Rudnev           | 6–3, 6–3            |
| 7.  | 3 Agosto 2009    | Eslováquia F1  | Saibro | Grzegorz Panfil  | Richard Ruckelshausen Bertram Steinberger | 6–4, 7–6(6)         |
| 8.  | 14 Setembro 2009 | Szczecin       | Saibro | Tomasz Bednarek  | Oleksandr Dolgopolov Jr. Artem Smirnov    | 6–3, 6–4            |
| 9.  | 1 Outubro 2007   | Mexico F10     | Duro   | Marcin Gawron    | James Ludlow Antoine Tassart              | 2–6, 6–4, [10–5]    |
| 10. | 5 Outubro 2009   | Tarragona      | Saibro | Tomasz Bednarek  | Flavio Cipolla Alessandro Motti           | 6–1, 6–1            |
| 11. | 19 Ocutubro 2009 | Florianópolis  | Saibro | Tomasz Bednarek  | Daniel Gimeno-Traver Pere Riba            | 6–1, 6–4            |
| 12. | 12 Abril 2010    | Roma           | Saibro | Tomasz Bednarek  | Jeff Coetzee Jesse Witten                 | 6–4, 7–6(4)         |